# Чугучак
Чугучак (уйг. چۆچەك / Чөчәк‎) или Тачэн (кит. упр. 塔城, пиньинь Tǎchéng) — городской уезд на севере Синьцзян-Уйгурского автономного района, административный центр округа Чугучак, входящего в Или-Казахский автономный округ.

## География
Расположен в северной части Синьцзяна, у южного подножия хребта Тарбагатай.

## История

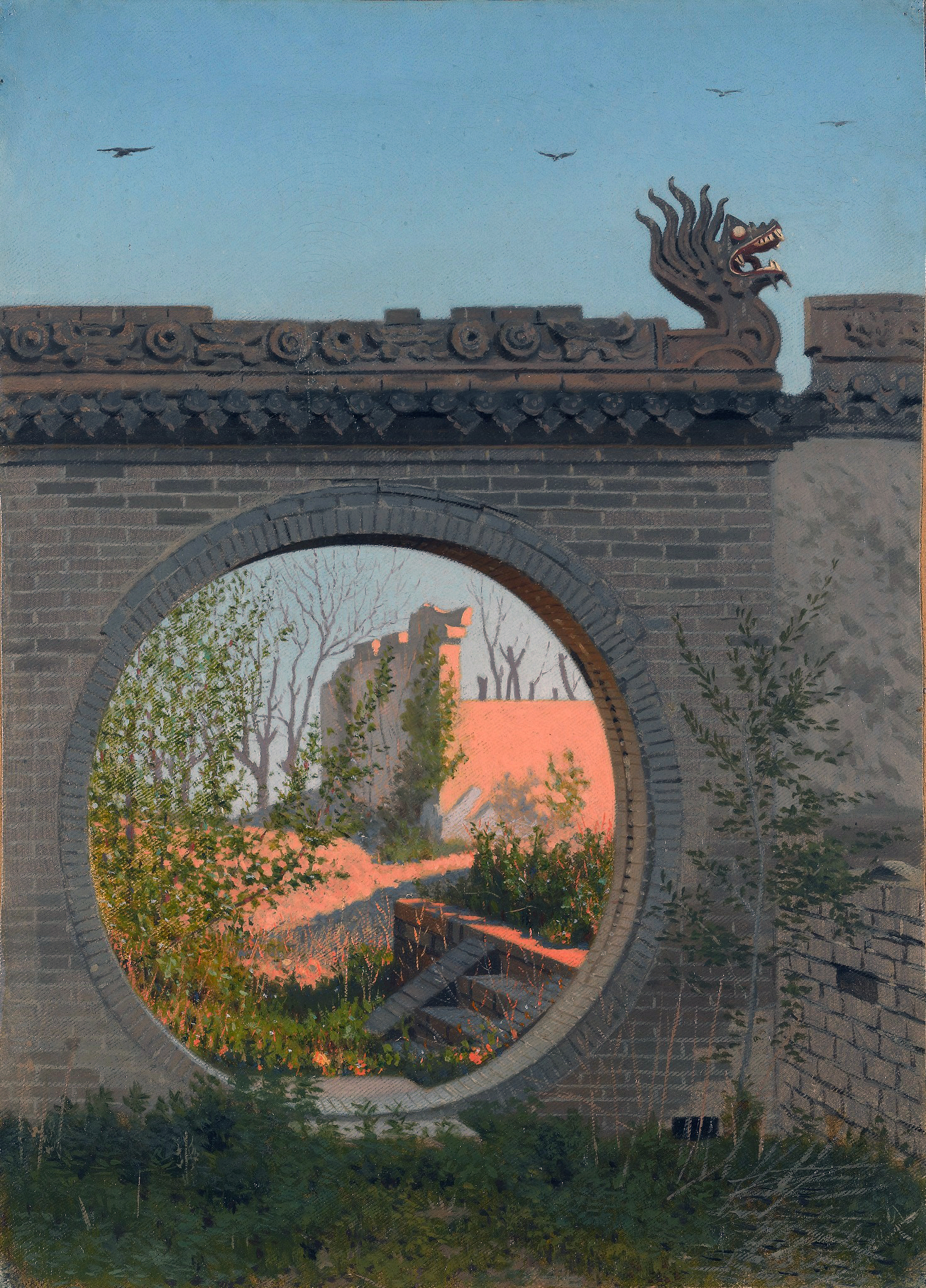
Садовая калитка в Чугучаке. Верещагин, 1869

В прошлом город и прилегающий к нему край был также известен в России под названием Тарбагатай (уйг. تارباغاتاي‎, Тарбағатай от монг. тарбагатай — «место, где есть тарбаганы»). Был основан кашгарскими и атушскими уйгурами-купцами в XVI веке.
В 1764 году цинское правительство назначило специального чиновника для управления Тарбагатаем.
В XIX веке — важный центр торговли между Россией и Китаем.
7 октября 1864 года в Чугучаке был подписан Чугучакский протокол об установлении границы между Россией и Китаем в Центральной Азии. Протокол покончил с двоеданством.
Город подвергся значительному разрушению в 1865 году во время дунганского восстания.
В 1888 году был учреждён Тачэнский непосредственно управляемый комиссариат (塔城直隶厅, «Тачэн» — это сокращение от «Таэрбахэтай чэн», то есть «город Тарбагатай»), подчинённый властям региона Ита (伊塔道, «Или-Тарбагатайский регион»). После Синьхайской революции в 1913 году Комиссариат был преобразован в уезд Тачэн (塔城县), по-прежнему подчинённый региону Ита. В 1916 году регион Ита был разделён на регионы Или (伊犁道) и Тачэн (塔城道), при этом регионом Тачэн и уездом Тачэн управлял один и тот же чиновник. В начале 1930-х годов регионы были упразднены, и Тачэнский регион был преобразован в Административный район Тачэн (塔城行政区), уезд Тачэн перешёл в подчинение Административного района Тачэн, который в 1950 году был преобразован в Специальный район Тачэн (塔城专区), а в 1970 году — в округ Тачэн (塔城地区).
17 ноября 1984 года указом Госсовета КНР уезд Тачэн был преобразован в городской уезд.

## Административное деление
Городской уезд Чугучак делится на 3 уличных комитета, 2 посёлка, 3 волости и 1 национальную волость.

## Экономика
В Тачэне расположены Международный логистический парк и компания Sany Wind Power Equipment (ветроэнергетическое оборудование). Через КПП Бакту в Центральную Азию экспортируют китайские и корейские автомобили.

## Транспорт

### Автомобильный
В западной части городского уезда на дороге, соединяющей его с Восточно-Казахстанской областью, функционирует пограничный контрольно-пропускной пункт Бакту (Китай) / Бахты (Казахстан). Он является важным логистическим узлом и внешнеторговым центром Синьцзяна. Через Бакту перевозят овощи, фрукты, подсолнечное масло, семена, электробытовые приборы, одежду и прочие товары. По итогам 2022 года общий объем импортных и экспортных грузов, перевезенных через КПП Бакту, составил 345,6 тыс. тонн, увеличившись на 64,91 % в годовом исчислении, а их стоимость превысила 14,44 млрд юаней, что на 24,67 % больше, чем за аналогичный период 2021 года.

### Железнодорожный
Важное значение имеет перевозка грузов по маршруту Усу — Алматы — Европа. Ведётся строительство железной дороги Бакту — Аягоз.

### Авиационный
Коммерческие воздушные перевозки города обслуживает аэропорт Тачэн.

## Культура
В Чугучаке расположены окружный музей и музей аккордеонов.